# 조성호 (범죄인)
조성호(1986년 ~ )는 대한민국의 장기수로 대부도 토막시신 살인사건의 범인이다.

## 생애
조성호와 함께 경기 의정부 지역의 고등학교를 함께 다닌 친구는 조성호에 대하여 "조성호는 고등학교 때는 조용하고 말수도 적은 과묵한 스타일에 키도 크고 말끔해 여자 친구들 사이에서도 은근 인기가 많았다. 제 친구도 좋아했다. 그런데 이런 사건이 전해져 안타깝고, 한 편으로는 아직도 믿을 수가 없다. 절대 그럴 친구가 아닌데 왜 그랬는지”라고 덧붙였다.
고등학교를 졸업한 뒤 2011년 서울 독산동의 전문학교를 졸업하고 게임기획전문가 자격증 시험을 준비했다. 같은 해 10월 SNS에 ‘게임기획전문가 자격증 시험이 10일 앞으로 당겨져 왔다. 나의 결실이 시작되기를 간절히 바란다'고 적었다. 12월에는 ‘어떻게 하면 20년 후의 기술력을 예상하면서 게임을 만들지 생각한다'는 글도 남겨 게임 시나리오 공모전에 함께 나갈 친구도 찾았다.
2011년 10월,“조성호 넌 목표가 있잖아. 힘든 목표니깐 빨리 시작하자고”고 하면서, 2012년 4월에는 “요즘들어서 내 꿈이 게임을 하고 싶은건지 게임을 만들고 싶은건지 헷갈린다”고 했던 조성호는 지난 2014년 4월에는 “영업이 아니라도 재무설계나 분석 대출관련 기타 등등 활로가 많이 있으니 일자리 찾는 사람들한테는 좋은 정보 많이 들을 수 있을거야”라며 지인들에게 연락을 권하기도 했다.
조성호는 2013년 12월 경기도 의정부시 한 상가건물 3층에서 당시 여자친구와 함께 애견카페를 운영하면서 월세 50만원을 꼬박꼬박 내고 블로그 활동을 하며 9개월 동안 활발하게 운영하면서 인근에서 유명세를 타기도 했지만 함께 운영하던 여자친구가 돈을 훔쳐 달아나면서 사업을 그만뒀다. 업종을 바꿔 대출 관련 일과 제조업 공장에 취업해 생활비를 벌었다.
인천의 한 여관에서 근무하기 전인 2015년 10월에는 IPTV 성인 유료채널에 출연하는 성인영화 배우와 란제리‧비키니 모델을 모집하는 여배우를 모집, 관리하는 인천 소재의 업체 매니저로 일하면서 20만원부터 300만원까지 구체적인 출연 액수를 명시하면서 ‘고소득 아르바이트’라며 다수의 인터넷 카페에 성인영화에 출연할 여배우를 모집하는 글을 올리면서‘합법적인 사업자로 등록된 업체’라며 신뢰를 강조하기도 했다. 또한 조성호 본인이 직접 《개인교수: 심화학습》(2016) 등의 성인영화에 출연하기도 하였다.

## 대부도 토막시신 살인사건
조성호는 2016년 4월 13일 오전 1시께 인천광역시 연수구 자택에서 최모씨를 둔기로 내리쳐 살해한 뒤 시신을 10여 일간 화장실에 방치한 채 훼손해 같은 달 26일 오후 대부도 일대 2곳에 유기한 혐의로 2016년 5월 7일 구속됐다.
조성호는 2016년 1월부터 인천의 한 여관에서 카운터 업무를 맡았다. 이 여관에서 만난 최모 씨와 친해진 조성호는 생활비를 줄이기 위해 인천 연수구 한 원룸식 빌라에서 최씨와 함께 살기 시작했다.
한편 2016년 5월 1일 오후 3시 50분께 경기도 안산시 단원구 대부도 내 불도방조제 입구 근처 한 배수로에서 마대에 담긴 최씨의 하반신 시신이 발견된 데 이어 3일 오후 2시께 대부도 북단 방아머리선착장 인근 시화호쪽 물가에서 상반신이 발견돼 경찰이 수사를 벌여왔다. 경찰은 핸드폰 통화기록 추적을 통해 용의자 조성호를 긴급체포해 자백을 받아냈다.
시신을 유기하기 전날인 4월 25일에 "지금도 충분히 힘들지만 꿈을 꼭 이루어낸다", "일하는 것에 즐거움을 느낀다"는 내용의 글을 자신의 페이스북에 적었고, 5월 들어서는 "10년 안에 3억 원을 모을 수 있을 거 같다"는 돈을 벌겠다는 내용의 글을 올렸다. 이에 대하여 본인이 쓴 거 맞느냐는 기자의 물음에 "제가 쓴 거 맞습니다. (왜 그러셨어요?) 그냥 열심히 살고 싶었습니다."라고 답하였다.
대인관계가 원만했던 조성호에 대하여 지인 A씨는 “조용하고, 폭력성을 띄는 모습은 없었다 주변 사람들과 소통도 잘했고, 주위에 그를 따르는 동생들도 있었다”고 말했다. 특히 살인을 저지르고 나서 지난 5월 4일까지 카톡이나 전화로 지인과 대화를 계속했다. 2년 전 의정부에서 애견카페를 운영할 당시 알게 된 여성과 연휴기간인 5월 7일에 영화를 보기로 약속까지 잡았지만 5일 체포됐고 영화를 보기로 한 날 구속됐다.
'특정강력범죄의 처벌에 관한 특례법' 8조 2항(피의자의 얼굴 등 공개)을 근거로 경찰은 2016년 5월 5일 열린 신상정보공개심의위원회에서 조성호의 실명과 얼굴을 공개하기로 결정했다.

## 같이 보기
- 대부도 토막시신 살인사건